# Minniza hirsti
Minniza hirsti är en spindeldjursart som beskrevs av Chamberlin 1930. Minniza hirsti ingår i släktet Minniza och familjen Olpiidae. Inga underarter finns listade i Catalogue of Life.